# Micro-elektromechanisch systeem
Micro-elektromechanische systemen, of kortweg MEMS, zijn kleine ingebedde systemen die uit een combinatie van elektronische, mechanische en eventueel chemische componenten bestaan. Ze variëren in grootte van een micrometer tot enkele millimeters, en het aantal dat zich in een bepaald systeem kan bevinden varieert van enkele tot miljoenen. 
De term MEMS is een Amerikaanse term. In Europa spreekt men van MST (micro system(s) technology), en in Japan wordt de term “micromachine technology“ gebruikt. Deze termen hebben betrekking op ongeveer hetzelfde, maar de nadruk wordt bij elk op een verschillend aspect gelegd.
MEMS zijn ontstaan uit de nood om te miniaturiseren. Er zijn namelijk vele voordelen verbonden aan de miniaturisatie. Enkele belangrijke voordelen zijn de minder kostbare fabricage, minder energieverbruik en het gegeven dat het makkelijker is om vele miniatuurelementen (bijvoorbeeld sensors) samen in één toestel te stoppen, waardoor dit toestel krachtiger 
en veelzijdiger kan worden. 
Nog kleinere varianten van MEMS zijn de zogenaamde NEMS (nano-elektromechanical systems), die zich op de schaal van de nanometer bevinden.

## Vervaardigingstechnieken
Alle componenten van MEMS zijn samen op een silicium substraat gezet via een microfabricatie-technologie. De componenten zijn vervaardigd via "micromachining" processen, die gebruikmaken van technologieën die ook gebruikt worden om geïntegreerde schakelingen (IC's) te fabriceren.

### Depositie
Depositie voegt dunne filmen van materialen toe op een substraat via een chemische reactie (bijvoorbeeld Chemical vapor deposition (CVD), Elektrodepositie of thermische oxidatie) of een fysieke reactie (bijvoorbeeld Physical vapor deposition (PVD)). Bij de eerste soort worden vaste materialen aangemaakt bij chemische reacties in gas- of vloeibare samenstellingen, terwijl bij de tweede soort het materiaal fysiek op het substraat wordt geplaatst. Er is hier dus geen chemische reactie, die het materiaal op het substraat vormt.
Materialen die voor deze depositie kunnen gebruikt worden zijn polymeren of metalen zoals goud, nikkel, aluminium, chroom, titaan of zilver.

### Fotolithografie
Fotolithografie wordt gebruikt bij depositie- en etsprocessen om het patroon of blauwdruk van het toestel in het substraat te plaatsen. Het substraat wordt hiervoor eerst bewerkt met een fotogevoelig materiaal, waarna bepaalde delen worden bedekt met een beschermende laag (masker). Het kan dan selectief blootgesteld worden aan een stralende bron (meestal licht). Het blootgestelde gedeelte zal andere eigenschappen bevatten dan niet-blootgestelde gebieden en kan dan verwijderd of behandeld worden.

### Etsen
Etsen kan ingedeeld worden in twee categorieën: nat en droog. Beide vormen worden hier kort besproken:

#### Nat
Nat etsen houdt in dat een materiaal selectief verwijderd wordt door het te dippen in een chemische oplossing dat het kan doen oplossen. Afhankelijk van de vormen die men wil bekomen, zijn bepaalde delen bedekt door een beschermende laag, zodat deze intact blijven. 
De belangrijkste voordelen van deze techniek zijn dat het snel, uniform, zeer selectief en goedkoop is.
Nat etsen wordt onderverdeeld in isotroop en anisotroop etsen. De eerste vorm gebeurt wanneer de chemische oplossing het materiaal aan eenzelfde snelheid in alle richtingen etst, waardoor ronde vormen in het materiaal ontstaan. Anisotroop etsen gebeurt dan weer wanneer het materiaal aan verschillende snelheden in de verschillende richtingen etst.

#### Droog
Bij droogetsen, ook wel plasma-etsen genoemd, worden een serie van technieken toegepast op het substraat, dat geprepareerd is met een fotogevoelig materiaal (masker, zie Fotolithografie) dat bestand is tegen het plasmaprocedé. Bij het plasma etsen wordt het subtraatoppervlak gebracht in een plasma en hierin bewerkt door bepaalde gassen. Ook het fotogevoelig materiaal zelf kan droog worden geëtst (plasma-ashen). Het droogetsen kan fysisch, chemisch of via een combinatie van beide gerealiseerd worden.

### Surface micromachining
Met de surface micromachining technologie maakt men dunne micromechanische toestellen op de oppervlakte van een silicium wafer. Op deze oppervlakte worden dunne lagen van stucturele en sacrificiële materialen geplaatst en geprofileerd. Aan het einde van het proces worden de sacrificiële materialen dan verwijderd, waardoor enkel volledig geassembleerde micromechanische systemen overblijven. 
Met deze technologie kunnen grote hoeveelheden toestellen gemaakt worden. Bovendien integreert deze technologie zeer goed met elektronica, wat uiteraard een vereiste is voor MEMS.

### Bulk micromachining
Bij bulk micromachining wordt de hele dikte van het silicium wafer gebruikt, dit in tegenstelling tot surface micromachining waar enkel de dunne lagen op de oppervlakte gebruikt worden. Het maakt micromechanische systemen door diep in de silicium wafer te etsen. Hiervoor zijn verschillende manieren, zoals anisotroop en isotroop etsen.

## Applicaties

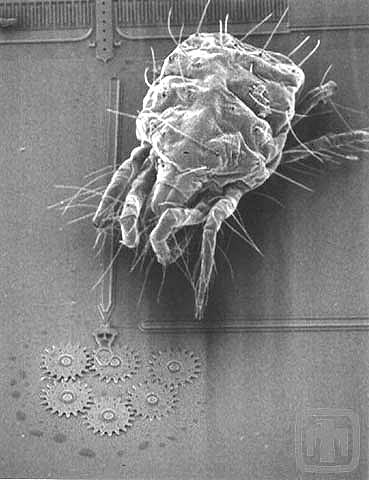
Een spintmijt naast diverse tandwielen die onderdeel vormen van een MEMS.

MEMS kunnen als miniatuur sensoren en actuatoren gebruikt worden. Ze kunnen zo voor verschillende doeleinden gebruikt worden, zoals het meten van de luchtdruk of de temperatuur, het detecteren van bewegingen,...
Van MEMS zijn er momenteel al vele toepassingen op de markt, en er worden nog steeds meer technologieën en toepassingen voor MEMS ontwikkeld.

### Druksensoren
Druksensoren zijn toestellen die gebruikt kunnen worden om verschillende soorten druk te meten. Toepassingen waarin MEMS druksensoren worden gebruikt zijn een katheter, een tastsysteem (door druksensoren in een array te plaatsen), ... 

### Accelerometers
De meest gebruikte MEMS op de hedendaagse markt zijn accelerometers. De bekendste toepassing situeert zich in airbags. De accelerometers in een airbag dienen om de plotse negatieve versnelling die ontstaat bij een botsing, te detecteren.
Accelerometers worden ook gebruikt in de afstandsbediening van de Nintendo Wii. Deze accelerometers detecteren de bewegingen die de speler met de afstandsbediening maakt.

### Akoestische sensoren
Om de talloze mensen met gehoorproblemen te helpen, is er al veel onderzoek verricht naar het verkleinen van microfoons om deze in hoorapparaten te integreren. De meeste miniatuurmicrofoons bestaan uit zeer gevoelige druksensoren met een groot dynamisch bereik. Naast het meten van akoestische signalen in de lucht, wil men ook akoestische signalen in de vorm van vibraties in of van mechanische constructies kunnen meten. Dit is onder andere van belang voor de beheersing van motorgedrag in allerlei vormen en omgevingen (voer- en vliegtuigen, industriële machines), de meting van botsingen en schokken, of de meting van seismische activiteit (aardbevingen).

### Resonatoren
Sinds de jaren 70 worden sensoren ontwikkeld die gebaseerd zijn op het principe van de resonantie. Deze worden voornamelijk gebruikt in filters en MRI-toepassingen.

### Gyroscopen
Bepaalde toepassingen, zoals navigatiesystemen in vliegtuigen, hebben behoefte aan sensoren die de rotatiehoek of de rotatiesnelheid meten, in een of meer richtingen. Hiervoor worden gyroscopen als MEMS ontwikkeld.